# Hồ thiên nga
Hồ thiên nga (tiếng Nga: Лебеди́ное о́зеро, chuyển tự: Lebedínoye ózero, IPA: [lʲɪbʲɪˈdʲinəjə ˈozʲɪrə] listenⓘ), là vở ballet số 20 của nhà soạn nhạc Pyotr Ilyich Tchaikovsky, sáng tác khoảng năm 1875–1876. Mặc dù ban đầu, vở ballet gặp thất bại, nhưng hiện nay nó đã trở thành một trong những vở ballet phổ biến nhất mọi thời đại.
Kịch bản ban đầu chia thành hai phần, lấy bối cảnh từ những câu chuyện dân gian của Nga và Đức và kể câu chuyện về cô công chúa Odette bị phù thủy độc ác nguyền rủa biến thành thiên nga. Biên đạo ban đầu là Julius Reisinger (Václav Reisinger). Vở ballet do Bolshoi Ballet trình diễn vào ngày 4 tháng 3 [lịch cũ ngày 20 tháng 2] năm 1877 tại Nhà hát Bolshoi ở Moskva. Mặc dù vở được trình diễn với nhiều phiên bản khác nhau, nhưng hầu hết những nhóm múa ballet đều dùng vũ đạo và âm nhạc của phiên bản làm lại năm 1895 của Marius Petipa và Lev Ivanov, dàn dựng lần đầu cho Imperial Ballet ngày 15 tháng 1 năm 1895, tại Nhà hát Mariinsky ở St. Petersburg. Đối với phiên bản làm lại này, phần nhạc của Tchaikovsky đã được nhạc trưởng kiêm nhà soạn nhạc Riccardo Drigo của Nhà hát Hoàng gia St.Petersburg biên soạn lại.

### Nguồn gốc của vở ba lê

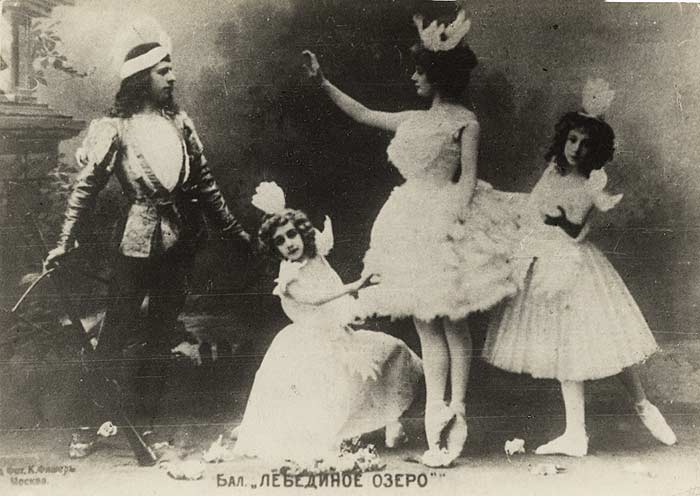
Adelaide Giuri vai Odette và Mikhail Mordkin vai Hoàng tử Siegfried trong vở diễn tại Bolshoy, Moscow, 1901

### Màn 2

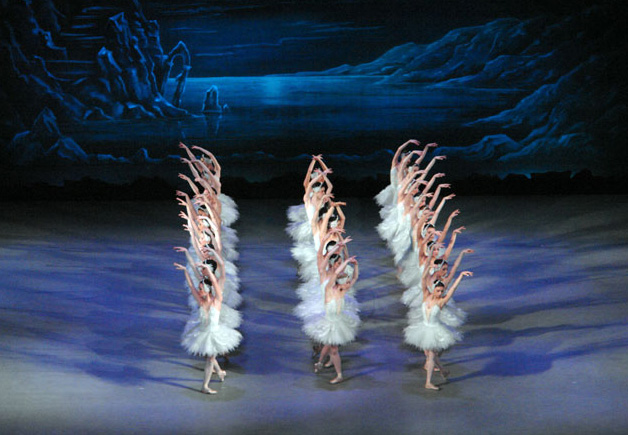
"Valse des cygnes" từ màn 2 theo ấn bản Hồ thiên nga của Ivanov/Petipa

### Màn 4

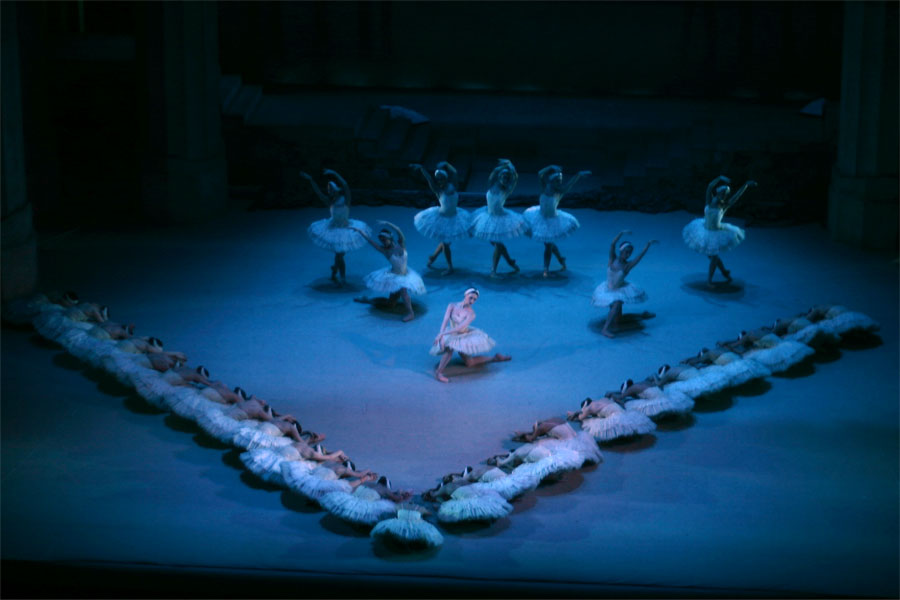
Cảnh màn 4; Vienna State Opera, 2004

### Nhảy

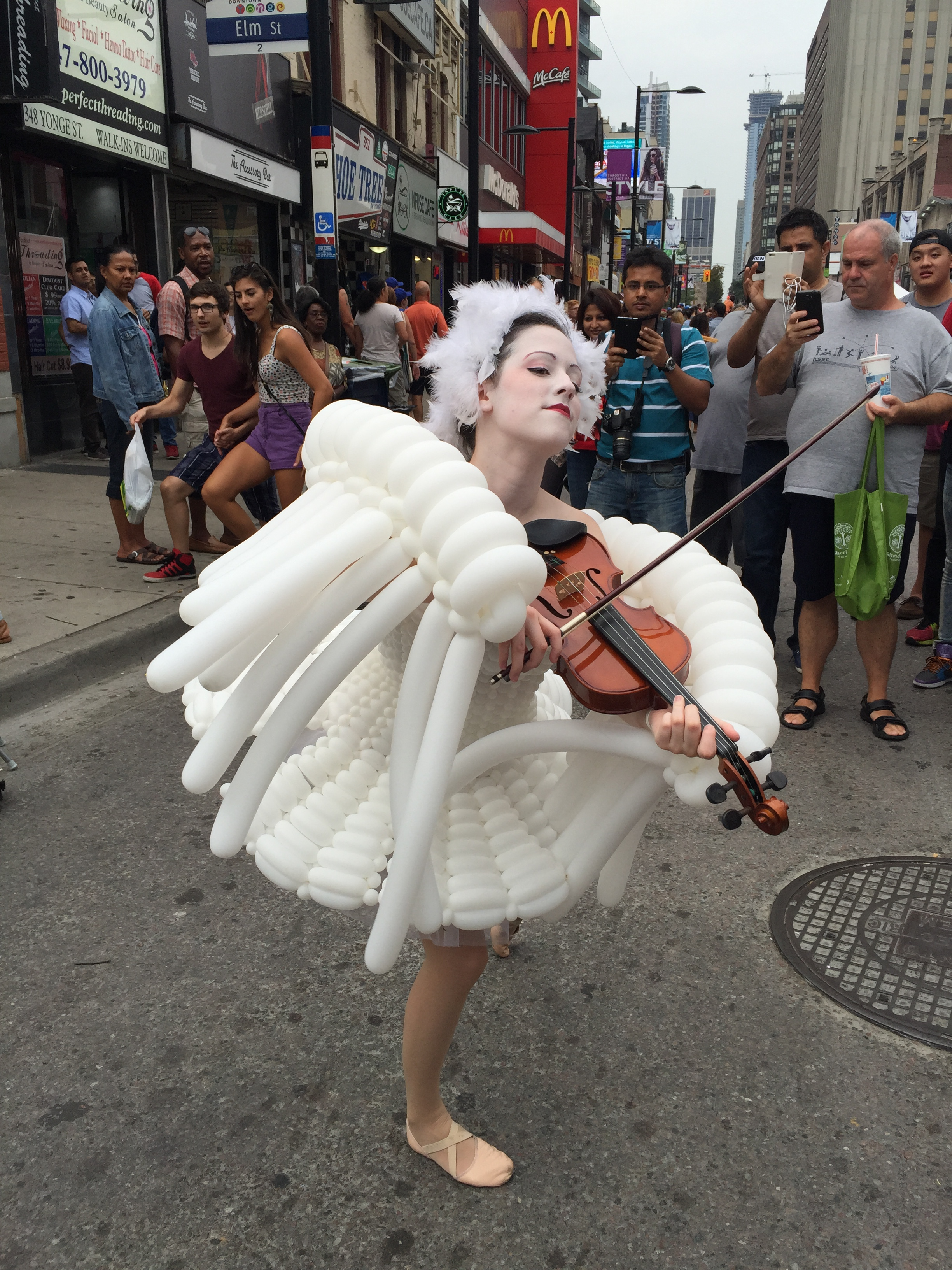
The Silent Violinist, một nghệ sĩ kịch câm chuyên nghiệp, đề cập đến khái niệm "công chúa thiên nga".

## Lịch sử

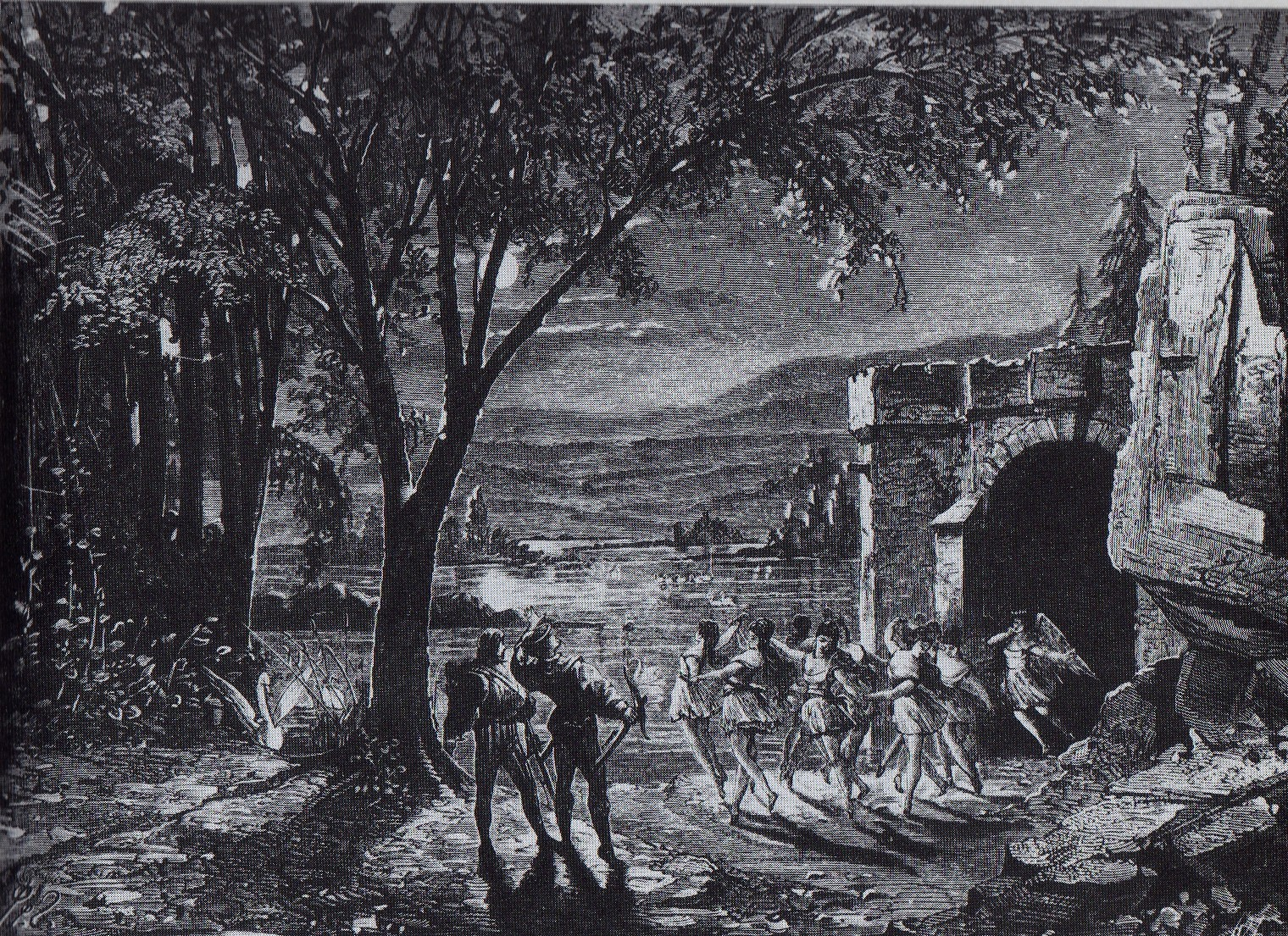
Thiết kế của F. Gaanen cho phong cách trang trí của màn 2, Moscow 1877